# Hey Ma
„Hey Ma“ е песен на американския рапър Питбул и колумбийския певец Джей Балвин с участието на вокали от певицата Камила Кабейо. Има две версии на песента. Едната е на английски, а другата на испански. Видеоклипът е заснет в Маями. Песента дебютира на пето място в класацията Hot Latin Song.
|  | Тази страница частично или изцяло представлява превод на страницата Hey Ma (Pitbull and J Balvin song) в Уикипедия на английски. Оригиналният текст, както и този превод, са защитени от Лиценза „Криейтив Комънс – Признание – Споделяне на споделеното“, а за съдържание, създадено преди юни 2009 година – от Лиценза за свободна документация на ГНУ. Прегледайте историята на редакциите на оригиналната страница, както и на преводната страница, за да видите списъка на съавторите. ВАЖНО: Този шаблон се отнася единствено до авторските права върху съдържанието на статията. Добавянето му не отменя изискването да се посочват конкретни източници на твърденията, които да бъдат благонадеждни. |